# Історія війн
Історія війн — складова частина військової історичної науки. Фактично є основою воєнно-історичної науки в цілому, освітлює в хронологічному порядку конкретні війни, розкриваючи їх специфічні особливості. Історія війн досліджує причини і соціально-економічні умови виникнення кожній з воєн, політичні цілі і характер війн, висвітлює сили і плани сторін, хід воєнних кампаній, операцій і боїв, аналізує політичні і військові наслідки, розкриває причини перемог і поразок, визначає вплив даної війни на розвиток людського суспільства, витягує з досвіду воєн необхідні висновки та уроки.

## Зародження історії війн та її розвиток
Початок історії війн як певної галузі знань поклали описи воєн, битв, діяльності полководців періоду рабовласницького суспільства. Вигадування древніх авторів, що були простими, але позбавленими суб'єктивностями викладу воєнних подій, були першими документами військової історії. Вже в них робилися спроби узагальнити бойовий досвід і осмислити причини перемог і поразок.
У основі дослідження історії війн лежить аналіз кожної конкретної війни, що дозволяє правильно визначити її місце в історії і вплив на подальший розвиток суспільства.
Вивчення і пояснення ходу бойових дій та результатів війни, дослідження її об'єктивного впливу на розвиток суспільства є одним з найважливіших завдань історії війн. Велике значення для глибокого вивчення і дослідження історії війн та воєнних кампаній має правильно встановити періодизацію війн відповідно до зміни їх політичного характеру, політичних цілей і планів, співвідношення сил воюючих сторін, характеру військових дій. Наукові дослідження воєн неможливе без виявлення і аналізу основних чинників, що визначають їх результат. Історія війн показує, яку роль в ході і результаті конкретної війни зіграли економічний, моральний та політичний чинники, кількість і якість військ і військової техніки, полководницьке мистецтво воєначальників.
Історія війн дає можливість виявити закономірності воєн, їх вплив на суспільний розвиток і надає багатий матеріал для правильного вирішення проблем сучасності.

## Трактати
- «Закони Війни». Сунь Цзи